# Yuya Nakamura
Yuya Nakamura (Saitama, 14 april 1986) is een Japans voetballer.

## Carrière
Yuya Nakamura speelde tussen 2005 en 2007 voor Urawa Red Diamonds. Hij tekende in 2008 bij Shonan Bellmare.